# Сен-Дье-де-Вож
Сен-Дье-де-Вож (фр. Saint-Dié-des-Vosges) — небольшой город и коммуна на северо-востоке Франции в регионе Гранд-Эст, департамент Вогезы, округ Сен-Дье-де-Вож, кантоны Сен-Дье-де-Вож-1 и Сен-Дье-де-Вож-2. Население — 22 306 чел. (декабрь 2013).
Город-побратим — Мекхе.

## Памятники архитектуры

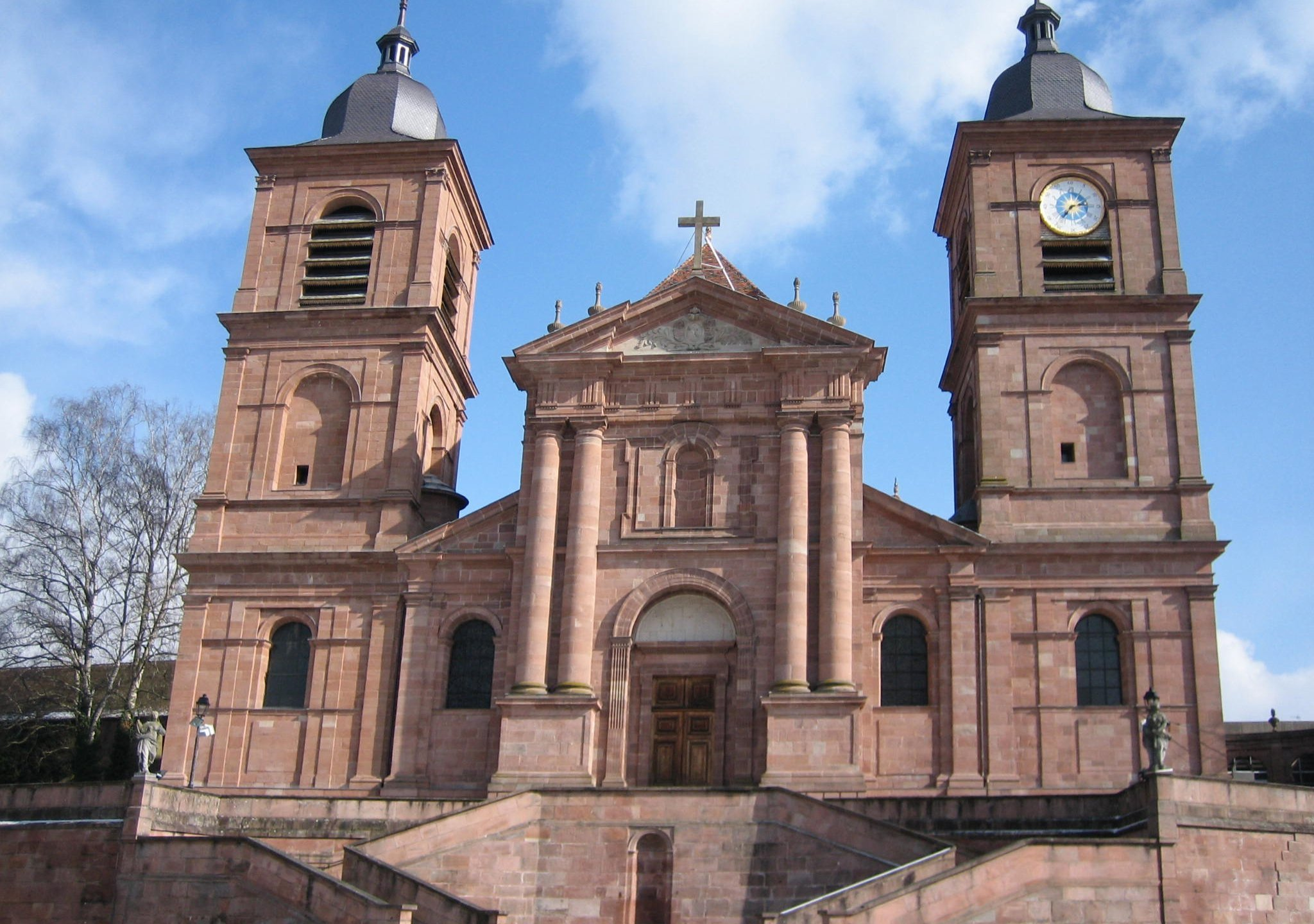
Собор

- Собор
- Музей

## Образование
Institut universitaire de technologie (Университет)
- Электроника
- Информатика
- Общение